# جد هوير
جد هوير (بالإنجليزية: Jed Hoyer) هو لاعب كرة قاعدة أمريكي، ولد في 7 ديسمبر 1973 في نيويورك في الولايات المتحدة.